# لی، منچستر بزرگ
latitudeلی، منچستر بزرگmember_of_parliamentلی، منچستر بزرگlongitudeلی، منچستر بزرگ
لی، منچستر بزرگ (به انگلیسی: Leigh, Greater Manchester) یک شهرک در بریتانیا است که در انگلستان واقع شده‌است.

## خصوصیات
لی ۴۶٬۰۰۰ نفر جمعیت دارد.